# Каустика

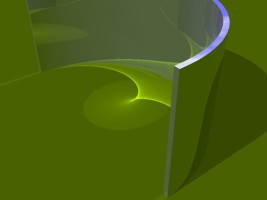
Каустика циліндричної поверхні

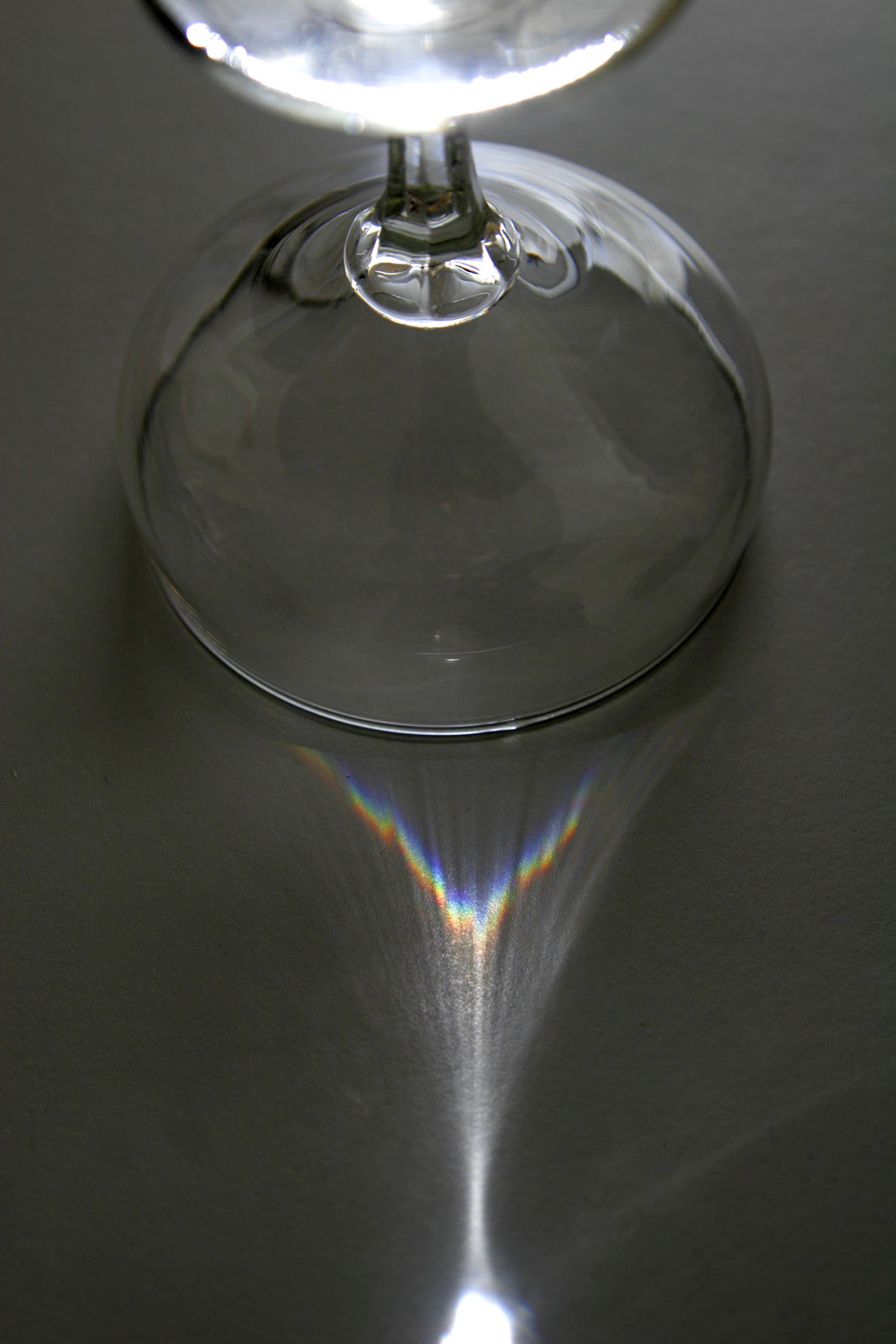
Каустика світла, яке пройшло через фужер

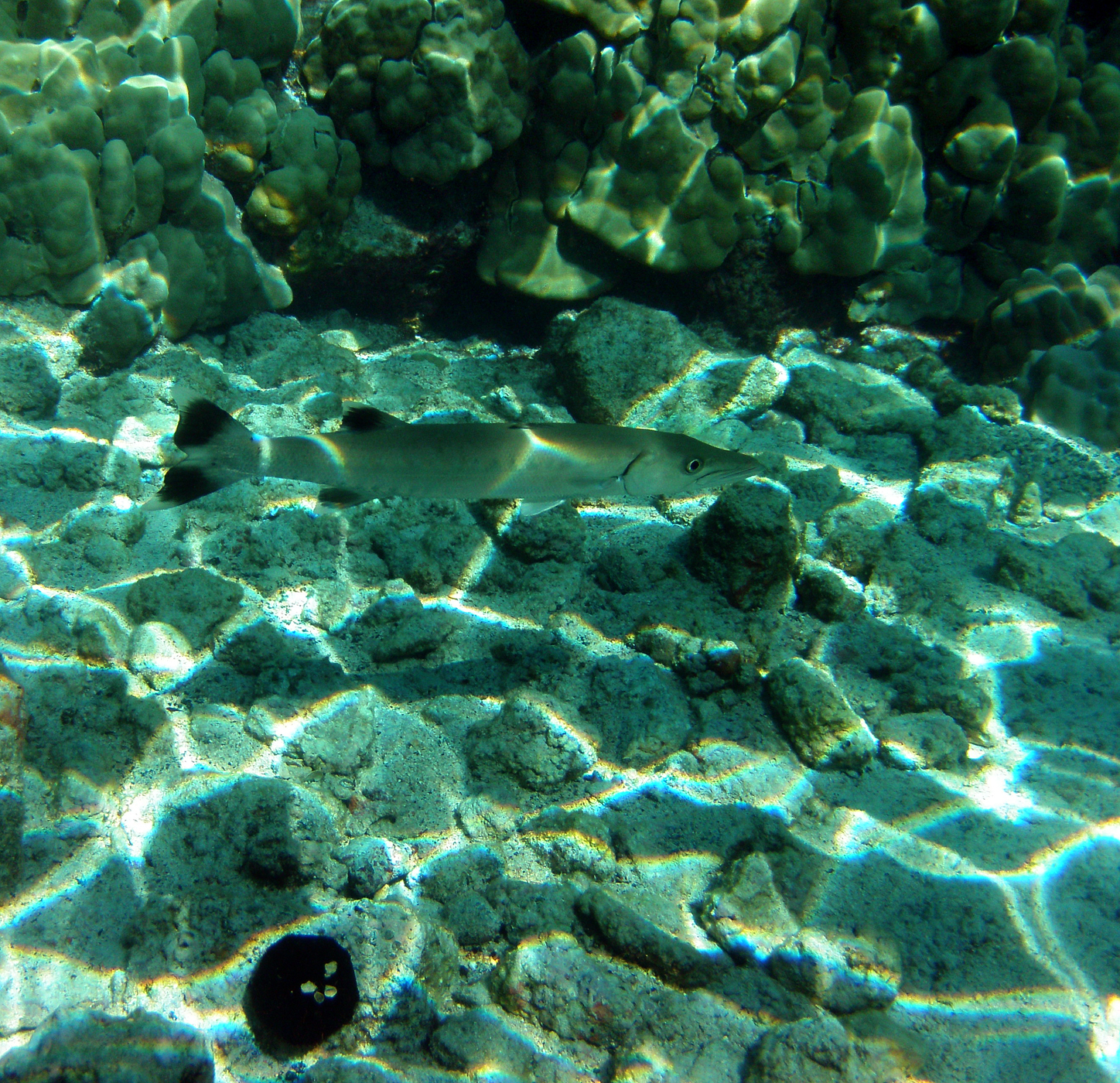
Каустика, утворена водною поверхнею

Каустика або кавстика (від грец. καυστός — обпалювати) — просторова поверхня, кожна точка якої задає центр радіусу кривизни хвильової поверхні. 
У наближенні геометричної оптики інтенсивність світла на каустиках прямує до нескінченості, тож каустики спостерігаються як яскраві світлові смужки. Насправді інтенсивність світла не може бути нескінченою, тож у близькій до каустики області геометрична оптика перестає бути справедливою. Саме через велику інтенсивність світла, яке може обпалити, каустика отримала свою назву.
Кожна хвильова поверхня має дві каустики. Світлові промені дотичні до каустик.
Для сферичної хвилі обидві каустики зводяться до єдиної точки — фокусу.